# Sant'Anastasia (titolo cardinalizio)
Sant'Anastasia (in latino: Titulus Sanctæ Anastasiæ) è un titolo cardinalizio istituito da papa Evaristo intorno al 105, ed è presente nell'elenco del sinodo romano del 1º marzo 499. Il titolo insiste sulla basilica di Sant'Anastasia al Palatino, sita ai piedi del colle Palatino. Tale posizione costituisce un'eccezione dato che tutti i 24 titoli esistenti al tempo di papa Marcello I erano fuori dalla cinta muraria di Roma, mentre le diaconie si trovavano al suo interno.
In base al catalogo di Pietro Mallio, compilato durante il pontificato di papa Alessandro III, il titolo era collegato alla basilica di San Pietro e i suoi sacerdoti vi celebravano messa a turno.
Dal 20 ottobre 2024 il titolo è vacante.

## Titolari
Si omettono i periodi di titolo vacante non superiori ai 2 anni o non storicamente accertati.
- San Girolamo (366 ? - 420)[1]
- Anastasio (circa 500 - ?)
- Eustrasio (menzionato nel 721)[2]
- Leone (745 - prima del 761)
- Clemente (761 - ?)
- Gregorio (771 - ?)
- Giorgio (853 - ?)
- Domno (o Domnus, o Donnus, o Domenico) (964 - ?)
- Giovanni (1044 - prima del 1061)
- Gaudenzio (1061 - 1063)
- Ponone (o Penno) (1063 - 1073)
- Cunon (o Conon o Conone), Canonico regolare (1073 - 1088)
- Giovanni da Gubbio (1088 - 1099)
- Bosone (o Bobone) (circa 1116 - 1122)
- Teobaldo Boccapecora (1122 - 1124)
- Pierre (1126 o 1127 - circa 1134 deceduto)
- Azzone degli Atti da Todi (?) (1134 - 1139 deceduto)
- Rabaldo (o Ribaldo, o Rambaldo, o Ribaud) (1139 - 10 maggio 1142 deceduto)
- Ariberto (17 dicembre 1143 - 1156 deceduto)
- Giovanni Pizzuti, C.R.S.V.P. (marzo 1158 - circa 1182 deceduto)
- Andrea Boboni Orsini (marzo 1188 - 1189 nominato cardinale vescovo di Porto e Santa Rufina)
- Boson d'Arles (giugno 1189 - circa 1190 deceduto)
- Romano (1191 - 1194 deceduto)
- Gregorio de Galgano (1198 - 1202)
- Roger (marzo 1206 - 1213 deceduto)
- Gregorio Theodoli (1216 - 1227 deceduto)
- Giacomo Savelli, in commendam (1254 - 2 aprile 1285 eletto papa con il nome diOnorio IV)
- Pilfort de Rabastens, O.S.B. Clun. (20 dicembre 1320 - circa 1330 deceduto)
- Ademaro Robert (20 settembre 1342 - 1º dicembre 1352 deceduto)
  - Titolo vacante (1352 - 1356)
- Pierre de Monteruc (23 dicembre 1356 - 20 maggio 1385 deceduto)
- Pietro Tomacelli (1385 - 2 novembre 1389 eletto papa con il nome di Bonifacio IX)
- Jean Franczon Allarmet de Brogny (17 luglio 1385 - 13 giugno 1405 nominato cardinale vescovo di Ostia e Velletri), pseudocardinale dell'antipapa Clemente VII
- Enrico Minutolo (18 dicembre 1389 - 1405 nominato cardinale vescovo di Frascati)
- Vicente de Ribas, O.S.B. Cas. (19 settembre 1408 - 10 novembre 1408 deceduto)
  - Titolo vacante (1408 - 1432)
- Guillaume Ragutel de Montfort (13 giugno 1432 - 27 settembre 1432 deceduto)
  - Titolo vacante (1432 - 1439)
- Giorgio Fieschi (8 gennaio 1440 - 5 marzo 1449 nominato cardinale vescovo di Palestrina)
- Jordi d'Ornós (2 ottobre 1440 - 1441 nominato cardinale presbitero di Santa Maria in Trastevere), pseudocardinale dell'antipapa Felice V
- Louis de La Palud de Varembon, O.S.B. Clun. (20 dicembre 1449 - 21 settembre 1451 deceduto)
  - Titolo vacante (1451 - 1457)
- Giacomo Tebaldi (24 gennaio 1457 - 4 settembre 1466 deceduto)
- Giovanni Battista Zeno (o Zen) (marzo 1470 - 8 ottobre 1479 nominato cardinale vescovo di Frascati)
- Paolo Fregoso (o Campofregoso) (23 maggio 1480 - 1489 nominato cardinale presbitero di San Sisto)
- Antonio Pallavicini Gentili (o Antoniotto) (1489 - 1493, divenuto titolare di Santa Prassede)
- John Morton (23 settembre 1493 - 15 settembre 1500 deceduto)
- Antonio Trivulzio seniore (Giovanni), C.R.S.Ant. (5 ottobre 1500 - 1º dicembre 1505 nominato cardinale presbitero di Santo Stefano al Monte Celio)
- Robert Guibé (17 dicembre 1505 - 9 novembre 1513 deceduto)
  - Titolo vacante (1513 - 1517)
- Antoine Bohier du Prat, O.S.B.Clun. (25 maggio 1517 - 27 novembre 1519 deceduto)
- Lorenzo Campeggi (1519 - 27 aprile 1528 nominato cardinale presbitero di Santa Maria in Trastevere)
- Antoine du Prat (o Duprat) (27 aprile 1528 - 9 luglio 1535 deceduto)
- Cristoforo Giacobazzi (o Giacobacci, o Jacobatii) (15 gennaio 1537 - 6 settembre 1537); in commendam (6 settembre 1537 - 7 ottobre 1540 deceduto)
- Robert de Lénoncourt (7 ottobre 1540 - 10 ottobre 1547 nominato cardinale presbitero di Sant'Apollinare)
- Francesco Sfondrati (10 ottobre 1547 - 31 luglio 1550 deceduto)
- Giovanni Angelo de' Medici (1º settembre 1550 - 23 marzo 1552 nominato cardinale presbitero di Santa Pudenziana)
- Giovanni Poggio (o Poggi) (23 marzo 1552 - 12 febbraio 1556 deceduto)
- Giovanni Michele Saraceni (24 marzo 1557 - 7 febbraio 1565 nominato cardinale presbitero pro hac vice di Sant'Agata dei Goti)
- Scipione Rebiba (7 febbraio 1565 - 7 ottobre 1566 nominato cardinale presbitero pro hac vice di Sant'Angelo in Pescheria)
- Pier Francesco Ferrero (7 ottobre 1566 - 14 novembre 1566 deceduto)
- Ludovico Simonetta (15 novembre 1566 - 30 aprile 1568 deceduto)
- Philibert Babou de la Bourdaisière (14 maggio 1568 - 25 gennaio 1570 deceduto)
- Antoine Perrenot de Granvelle (10 febbraio 1570 - 9 giugno 1570 nominato cardinale presbitero di San Pietro in Vincoli)
- Stanislao Osio (o Hoe, o Hosz) (9 giugno 1570 - 3 luglio 1570 nominato cardinale presbitero di San Clemente)
- Girolamo da Correggio (3 luglio 1570 - 9 ottobre 1572 deceduto)
- Giovanni Francesco Gambara (17 ottobre 1572 - 9 luglio 1578 nominato cardinale presbitero di San Clemente)
- Alfonso Gesualdo di Conza (o Gonza) (9 luglio 1578 - 17 agosto 1579 nominato cardinale presbitero di San Pietro in Vincoli)
- Zaccaria Dolfin (o Dolfin) (17 agosto 1579 - 19 dicembre 1583 deceduto)
- Giovanni Francesco Commendone (9 gennaio 1584 - 14 maggio 1584 nominato cardinale presbitero di San Marco)
- Pierdonato Cesi (28 maggio 1584 - 29 settembre 1586 deceduto)
- Ludovico Madruzzo (1º ottobre 1586 - 20 marzo 1591 nominato cardinale presbitero di San Lorenzo in Lucina)
- Giulio Canani (20 marzo 1591 - 27 novembre 1592 deceduto)
- Simeone Tagliavia d'Aragona (9 dicembre 1592 - 18 agosto 1597 nominato cardinale presbitero di San Girolamo dei Croati)
- Bonifazio Bevilacqua Aldobrandini (17 marzo 1599 - 26 febbraio 1601 nominato cardinale presbitero di San Girolamo dei Croati)
- Bernardo de Sandoval y Rojas (26 febbraio 1601 - 7 dicembre 1618 deceduto)
  - Titolo vacante (1618 - 1621)
- Felice Centini, O.F.M.Conv. (3 marzo 1621 - 28 novembre 1633 nominato cardinale vescovo di Sabina)
- Ulderico Carpegna (9 gennaio 1634 - 21 aprile 1659 nominato cardinale presbitero di San Pietro in Vincoli)
- Federico Sforza (21 aprile 1659 - 21 novembre 1661 nominato cardinale presbitero di San Pietro in Vincoli)
  - Titolo vacante (1661 - 1665)
- Carlo Bonelli (15 aprile 1665 - 27 agosto 1676 deceduto)
- Camillo Massimo (9 ottobre 1676 - 12 settembre 1677 deceduto)
- Girolamo Gastaldi (13 settembre 1677 - 8 aprile 1685 deceduto)
- Federico Baldeschi Colonna (o Ubaldi) (9 aprile 1685 - 4 ottobre 1691 deceduto)
- Giovanni Battista Costaguti (12 novembre 1691 - 8 marzo 1704 deceduto)
  - Titolo vacante (1704 - 1706)
- Giandomenico Paracciani (25 giugno 1706 - 9 maggio 1721 deceduto)
- Nuno da Cunha e Ataíde (16 giugno 1721 - 3 dicembre 1750 deceduto)
- Carlo Maria Sacripante (1º febbraio 1751 - 12 gennaio 1756 nominato cardinale vescovo di Frascati)
- Giacomo Oddi (12 gennaio 1756 - 22 novembre 1758 nominato cardinale presbitero di Santa Maria in Trastevere)
- Carlo Vittorio Amedeo delle Lanze (22 novembre 1758 - 21 marzo 1763 nominato cardinale presbitero di Santa Prassede)
  - Titolo vacante (1763 - 1766)
- Lodovico Calini (1º dicembre 1766 - 4 marzo 1771 nominato cardinale presbitero di Santo Stefano al Monte Celio)
  - Titolo vacante (1771 - 1785)
- Muzio Gallo (11 aprile 1785 - 13 dicembre 1801 deceduto)
- Ludovico Flangini (24 maggio 1802 - 29 febbraio 1804 deceduto)
- Ferdinando Maria Saluzzo (28 maggio 1804 - 3 novembre 1816 deceduto)
- Francisco Antonio Javier de Gardoqui Arriquíbar (15 novembre 1817 - 27 gennaio 1820 deceduto)
  - Titolo vacante (1820 - 1822)
- Johann Casimir von Häffelin (19 aprile 1822 - 27 agosto 1827 deceduto)
  - Titolo vacante (1827 - 1829)
- Cesare Nembrini Pironi Gonzaga (28 settembre 1829 - 5 dicembre 1837 deceduto)
- Angelo Mai (15 febbraio 1838 - 9 settembre 1854 deceduto)
- Karl August von Reisach (20 dicembre 1855 - 27 settembre 1861 nominato cardinale presbitero di Santa Cecilia); in commendam (27 settembre 1861 - 22 dicembre 1869 deceduto)
  - Titolo vacante (1869 - 1874)
- Luigi Oreglia di Santo Stefano (16 gennaio 1874 - 24 marzo 1884 nominato cardinale vescovo di Palestrina)
- Carlo Laurenzi (13 novembre 1884 - 2 novembre 1893 deceduto)
- Andrea Carlo Ferrari (21 maggio 1894 - 2 febbraio 1921 deceduto)
- Michael von Faulhaber (10 marzo 1921 - 12 giugno 1952 deceduto)
- James Francis Louis McIntyre (15 gennaio 1953 - 16 luglio 1979 deceduto)
  - Titolo vacante (1979 - 1983)
- Godfried Danneels (2 febbraio 1983 - 14 marzo 2019 deceduto)
- Eugenio Dal Corso, P.S.D.P. (5 ottobre 2019 - 20 ottobre 2024 deceduto)